# Koning Boudewijnsnelweg
De Koning Boudewijnsnelweg bestaat uit twee delen:
- De A13 (deel van E313), tussen Antwerpen en Luik
- De A3 (deel van E40), tussen Luik en de Duitse grens bij Aken

De weg is tussen 1958 en 1964 in gebruik gesteld.
- ligging Koning Boudewijnsnelweg op dynamische kaart